# Evektor

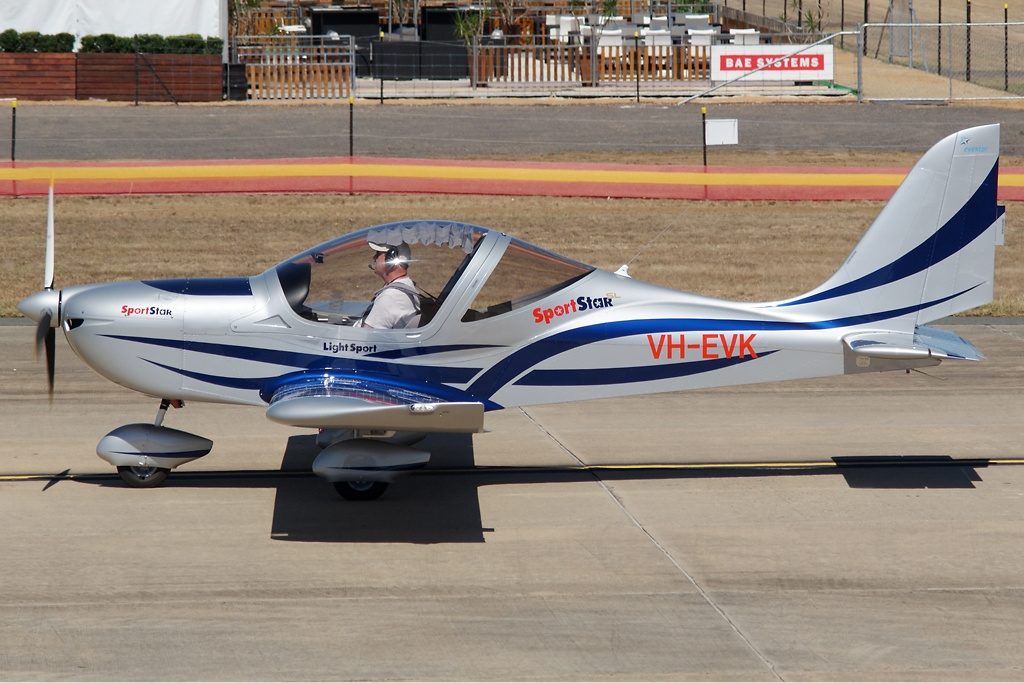
Sportstar SL

Evektor, spol. s r.o. ist ein 1991 gegründeter tschechischer Flugzeughersteller. Das Unternehmen hat seinen Sitz im Industriegebiet von Kunovice, einer Stadt im Südosten Tschechiens. Auf dem Flugplatz der Stadt startete die Evektor EV-55 Outback zu ihrem Erstflug.
Zu anderen Typen gehören u. a. das Vielzweckflugzeug Wolfsberg Raven 257, das ultraleichte Flugzeug Eurostar EV97 sowie das leichte Sportflugzeug Sportstar. Im Jahre 2005 wurden insgesamt etwa 400 Flugzeuge gebaut.